# Melanolophia minca
Melanolophia minca là một loài bướm đêm trong họ Geometridae.